# جسر كافينا
جسر كافينا Cavenagh Bridge هو جسر معلق في سنغافورة.

## نوعه وموقعه
وهو الجسر المعلق الوحيد من نوعه في البلاد، ومن أقدم الجسور في سنغافورة، ومقام على نهر سنغافورة في وسط المدينة.

## تاريخه
افتتح عام 1869 لتخليد ذكرى دخول مستعمرات المضيق تحت سلطة التاج البريطاني في نفس العام.

## أهميته
ويعتبر الجسر أقدم جسر في البلاد ما زال محافظاً على شكله الأصلي.